# Avaricum
Avaricum (kelta neve Avaricon) Oppidum volt az ókori Galliában, a mai Bourges város közelében (Közép-Franciaország). A bituriges nevű gall nép legnagyobb és legjobban megerősített, termékeny földek övezte városa volt. 
A város kialakulásának kedvezett az is, hogy közvetlen környezetében folyó és mocsár volt, ami jól védhetővé tette a helyet, hiszen csak egyetlen, viszonylag keskeny földsávon lehetett megközelíteni. Az erődítményt bevehetetlennek tartották.
Kr. e. 52-ben mégsem tudott ellenállni a rómaiak fejlett ostromtechnikájának. Sokhetes ostrommű-építkezés és a Vercingetorix vezette gallok elleni harc után Julius Caesar csapatai, egy hirtelen vihartól is segítve, bevették a várost és nyolcszáz kivételével mind a 40 ezer lakóját és védőjét lemészárolták. 
A sikeres harc után Julius Caesar Gergovia ostromára indult, ahol nem várt rá siker, de később mégis leverte Vercingetorix felkelését.